# Pavol Hnilica
Pavol Mária Hnilica (Uňatín, 30 marzo 1921 – Nové Hrady, 8 ottobre 2006) è stato un vescovo cattolico slovacco.

## Biografia

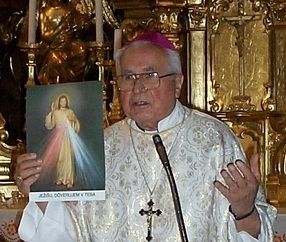
Monsignor Pavol Mária Hnilica con un'immagine di Gesù Misericordioso.

Pavol Mária Hnilica nacque a Uňatín il 30 marzo 1921 in una famiglia di contadini poveri. Era il primo di otto figli.

### Formazione e ministero sacerdotale
Dopo la scuola dell'obbligo, lavorò come operaio alla costruzione di strade. Fra il 1939 e il 1940 tornò a scuola a Krupina, con l'intenzione di proseguire gli studi al liceo di Kláštor pod Znievom, che interruppe però nel 1941 per entrare nel noviziato dei gesuiti a Ružomberok. Ripresi gli studi liceali nel 1943, li terminò nel 1945 a Trnava. Dopo la maturità poté affrontare gli studi ecclesiastici passando gli anni di filosofia a Brno e a Děčín e tornando a Trnava per gli anni di teologia.
Nell'aprile del 1950, messi fuori legge gli ordini religiosi, fu deportato nel carcere di Jasov. Fu poi trasferito al convento dei piaristi di Podolínec, trasformato in campo di internamento per religiosi, e a Pezinok. Poiché il 9 ottobre 1950 avrebbe dovuto incominciare il servizio militare, fu rilasciato alla fine di settembre. Subito dopo la liberazione, avuta la notizia che monsignor Robert Pobožný, amministratore apostolico di Rožňava, ordinava sacerdoti di nascosto, si recò in quella città e il 29 settembre fu ordinato presbitero.

### Ministero episcopale
Per istruzioni segrete impartite dalla Santa Sede, fu consacrato vescovo, sempre clandestinamente e sempre dal vescovo Robert Pobožný, il 2 gennaio 1951. In questo modo monsignor Hnilica poté a sua volta consacrare altri religiosi clandestini che avevano terminato gli studi dopo la chiusura forzata dei monasteri. Il 24 agosto 1951 consacrò vescovo, sempre in clandestinità, il futuro cardinale Ján Chryzostom Korec.
Nel dicembre del 1951 riuscì a passare la frontiera cecoslovacca per recarsi a Roma, dove poté proseguire gli studi teologici alla Pontificia Università Gregoriana.
Il 13 maggio 1964 papa Paolo VI pubblicò la sua condizione di vescovo e lo nominò vescovo titolare di Rusado. Questa pubblicazione gli diede titolo per partecipare al Concilio Vaticano II, intervenendo nella quarta sessione per richiedere l'inserimento di una condanna del comunismo nella costituzione dogmatica Gaudium et Spes. La sua richiesta di denunciare l'"oppressione dell'ateismo militante" aveva anche ragioni autobiografiche:
(Intervento di Pavol Hnilica alla IV sessione del Concilio Vaticano II.)
Collaborò con Chiara Lubich e con Madre Teresa di Calcutta, che aiutò ad aprire la sua prima casa a Roma e la sua prima casa slovacca a Čadca nel 1991.
Il 24 marzo 1984 si recò a Mosca, dove segretamente, dalla chiesa sulla Piazza Rossa consacrò la Russia al Cuore Immacolato di Maria, secondo la richiesta che la Vergine avrebbe fatto a Fátima nel 1917, con preghiere e testi consegnatili dal papa stesso.
Nel giugno dello stesso anno, quando morì Enrico Berlinguer, chiese a un prete di accompagnarlo per andare a rendere omaggio al defunto. Disse: "Ora non è un politico, non è più un comunista, è solo una persona che è di fronte a Dio, che ora considero fratello, perché siamo tutti figli di Dio e quindi desidero andare a rendere i miei omaggi pregando davanti al suo corpo". Si recarono a Piazza Venezia, dove migliaia di persone stavano aspettando di dare l'ultimo saluto a Berlinguer. Monsignor Hnilica si presentò all'ingresso e fu immediatamente riconosciuto. Rimase in piedi davanti al corpo dell'ex leader comunista per alcuni minuti, in preghiera, recitò poi una benedizione e se ne andò. I leader comunisti rimasero stupiti e apprezzarono profondamente la sua presenza. Sebbene fosse un duro oppositore dell'ideologia comunista infatti, non aveva nulla di personale contro le persone che condividevano queste idee. Per lui, ogni essere umano era un fratello.
Il 23 marzo 1993, monsignor Hnilica inizialmente fu condannato a tre anni dal tribunale di Roma per la ricettazione della borsa di Roberto Calvi in relazione allo scandalo del Banco Ambrosiano degli anni ottanta, venendo successivamente assolto per avere agito in stato di necessità.
Negli anni novanta fu rettore dell'istituto romano Opus Sanctorum Angelorum, un movimento spirituale fondato dal mistico Gabriele Bitterlich che tra le altre cose promuove "l'adorazione dei santi angeli nella Chiesa".
Fondò l'Associazione "Pro Deo et fratribus - Famiglia di Maria".
Passò gli anni della vecchiaia a Roma. Nell'estate del 2006 si recò per un periodo di villeggiatura nel monastero della Divina Misericordia di Nové Hrady nella Repubblica Ceca, morì alle 6 dell'8 ottobre. Le esequie si tennero il 18 ottobre alle ore 11 nella cattedrale di San Giovanni Battista a Trnava. Al termine del rito fu sepolto nella cripta dello stesso edificio. Il 25 ottobre 2006 alle ore 18 il cardinale Jozef Tomko celebrò una messa in suffragio presso la basilica di Santa Maria Maggiore a Roma.

## Genealogia episcopale e successione apostolica
La genealogia episcopale è:
- Cardinale Scipione Rebiba
- Cardinale Giulio Antonio Santori
- Cardinale Girolamo Bernerio, O.P.
- Arcivescovo Galeazzo Sanvitale
- Cardinale Ludovico Ludovisi
- Cardinale Luigi Caetani
- Cardinale Ulderico Carpegna
- Cardinale Paluzzo Paluzzi Altieri degli Albertoni
- Papa Benedetto XIII
- Papa Benedetto XIV
- Papa Clemente XIII
- Cardinale Marcantonio Colonna
- Cardinale Giacinto Sigismondo Gerdil, B.
- Cardinale Giulio Maria della Somaglia
- Cardinale Carlo Odescalchi, S.I.
- Cardinale Costantino Patrizi Naro
- Cardinale Lucido Maria Parocchi
- Papa Pio X
- Papa Benedetto XV
- Papa Pio XII
- Arcivescovo Saverio Ritter
- Cardinale Josef Beran
- Arcivescovo Josef Karel Matocha
- Vescovo Robert Pobožný
- Vescovo Pavol Mária Hnilica, S.I.

La successione apostolica è:
- Cardinale Ján Chryzostom Korec, S.I. (1951)